# Пропилеи. Сборник статей по классической древности
Пропиле́и — сборник статей по классической древности.

## История
Издавался в Москве в 1851—1856 годах профессором П. М. Леонтьевым. В его планах была публикация «статей по части классической древности, написанных языком по возможности лёгким и общепонятным, в том роде, как обыкновенно пишутся журнальные статьи, но написанные со знанием дела и посильною добросовестностью…» Издатель намеревался дать читателю «изложенные в журнальном духе разнообразные сведения о жизни народов Греции и Рима во всех её проявлениях, о их религии, искусстве, литературе, науке, политической истории, общественном и домашнем быте, характеристики замечательных эпох, биографические очерки знаменитых лиц древнего мира <…> и переводы первоклассных произведений древней литературы».
Кроме этого печатались «биографии великих ученых, занимавшихся классической древностью в новое время, общие обзоры истории её изучения, обозрение новых книг».
Вышло всего пять книг. В них были напечатаны, в частности, «Римские женщины по Тациту» и «Последнее время греческой независимости» П. Н. Кудрявцева; «Очерки греческой философии» М. Н. Каткова; «Очерк истории древней Греции», «Венера Таврическая» и «О различии стилей в греч. ваянии» П. М. Леонтьева; заграничные наблюдения А. А. Авдеева; «Критические разыскания о законодательстве Алкмеонида Клисфена» М. С. Куторги; «Мысли о первоначальном развитии римских патрициев и плебеев в религиозном отношении» Д. Л. Крюкова и др. Среди авторов сборника были: Т. Н. Грановский, К. К. Герц, Ф. И. Буслаев, И. К. Бабст, С. С. Уваров, С. Д. Шестаков и др.
В 1856—1858 годах были переизданы первые три сборника.

## Сборники
- Книга I. 1851.
- Книга II. 1852.
- Книга III. 1853.
- Книга IV. 1854.
- Книга V. 1856

## Источник
- Пропилеи [М., 1851—1856] // Русская периодическая печать (1702—1894): Справочник. — М.: Гос. изд-во полит. лит., 1959. — С. 326.